# Parafia Miłosierdzia Bożego w Kąpielach Wielkich
Parafia Miłosierdzia Bożego w Kąpielach Wielkich – parafia rzymskokatolicka znajdująca się w diecezji sosnowieckiej, w dekanacie XXII – św. Katarzyny w Wolbromiu. 

## Historia
Parafia została erygowana 5 czerwca 2008 roku przez bpa Adama Śmigielskiego SDB. Funkcję pierwszego proboszcza pełnił ks. Krzysztof Słomian. Kościół parafialny wzniesiono w latach 2002–2007.

## Proboszczowie
Źródło:.
- ks. Krzysztof Słomian (2008–2011)
- ks. Andrzej Białek (2011–2020)
- ks. Wiesław Wróbel (2020–2022)
- ks. Ryszard Gęgotek (2022–2024)
- ks. Waldemar Kuś (2024–2025)
- ks. Adam Augustyn (2025–)